# فرمول (فیلم ۲۰۰۲)
«فرمول» (انگلیسی: The Formula (2002 film)) یک فیلم است که در سال ۲۰۰۲ منتشر شد.